# Gorgone brachygonia
Gorgone brachygonia är en fjärilsart som beskrevs av George Francis Hampson 1926. Gorgone brachygonia ingår i släktet Gorgone och familjen nattflyn. Inga underarter finns listade i Catalogue of Life.